# Roseraie de Parnell
Le Dove-Myer Robinson Park, plus communément appelé le Parnell Rose Garden (roseraie de Parnell), est un parc en Nouvelle-Zélande comprenant une roseraie. Il se trouve à Parnell (Auckland). Nombre de ses plants de rosiers ont été obtenus par les plus grands obtenteurs du monde. Tous les ans en novembre, le parc accueille le festival des roses de Parnell qui présente des stands d'artisanat néo-zélandais, des groupes de musique, des artistes ambulants et des milliers de roses . Ce parc porte le nom d'un ancien maire d'Auckland, Dove-Myer Robinson, à ce poste pendant dix-huit ans.
Le jardin blanc est un lieu fameux pour y fêter des mariages. Ce parc possède le Leptospermum scoparium le plus ancien connu et le pohutukawa le plus grand d'Auckland.